# ドイツ同盟規約
ドイツ同盟規約（どいつどうめいきやく、ドイツ語: Deutsche Bundesakte）は、ドイツ同盟を創設するために1815年に締結された諸邦間の合意である。別名、ドイツ同盟条約。 

## 沿革

### ウィーン会議と普墺両国の地位

ウィーン会議後のドイツ同盟
ドイツ同盟の境界（1815年）
オーストリア帝国
プロイセン王国
ドイツ同盟の他の邦

ドイツ諸邦は、ナポレオン時代に整理されて、300以上の諸邦のうち、残ったものはわずかに39であった。
ナポレオンのフランス第一帝政が解放戦争（ナポレオン戦争）によって敗れると、欧州の列強は、ウィーン会議を開いてその決算をなすこととなったが、ドイツ諸邦の将来の運命もまた、列強の間に置かれることとなった。同時に、ドイツに関する諸問題は、重大な発言権を有するプロイセン王国とオーストリア帝国との間に根本的な意見の相違が見られた。
プロイセンは、ドイツ諸邦を併せてひとつの連邦国家とし、少なくともマイン川以北の北ドイツ諸国においては、プロイセンが優越的な地位を占めることを欲した。それゆえ、ハインリヒ・フリードリヒ・フォン・シュタインが1814年3月にパリ遠征軍の大本営において提出した草案においても、ドイツを連邦的政治団体とし、共同の憲法を有し、この憲法が規定する限り、各邦の主権は制限されるべきものとした。
これに対し、オーストリアにおいては、その西隣に強固な連邦国家、すなわち、プロイセンが何らかの優越的な地位を占める国家組織が存在することを欲しないのは、その自衛策として当然の要求であるから、ドイツ諸邦をできる限り強固ではない国際的団体とし、これを操縦すべき余地を残して置こうとするのがオーストリアの伝統的な国策であった。それゆえ、オーストリアの宰相クレメンス・フォン・メッテルニヒは、ドイツ憲法は放棄すべきであって、ただ、「条約と同盟との最も広い範囲の組織」をもって満足すべきであるとしていた。なお、オーストリアは、ハンガリー、ガリツィア、クロアチア、北イタリア等の異なる民族を含んでおり、ドイツ民族の統一国家を作ることは、ハプスブルクの国家的結合を弱めるおそれがあったことから、統一ドイツ帝国の皇帝となることを欲しなかった。
これより先に、プロイセンがナポレオンと対峙するためにロシア帝国との間で締結した1813年2月23日のカリシュ条約においては、「ドイツ人民の根源的精神より将来のドイツ憲法は生成せらるべし」と述べられていたが、バイエルン王国およびヴュルテンベルク王国を第六次対仏大同盟に加えるために、1813年10月8日のリート条約および同年11月2日のフルダ条約において、主権の無制限留保をプロイセンに約束させた。その結果、主権の無制限留保が連邦国家の組織と矛盾するものであるがゆえに、カリシュ条約は、すでに骨抜きにされることとなった。しかしながら、これは、大敵ナポレオンと戦って、浮沈の境にあったプロイセンにとっては、やむを得ない措置であった。
次いで、1814年3月6日のショーモン条約においては、「ドイツ各邦は独立にして、かつ、同盟的結合をなすべき」ことが約束された。それゆえ、プロイセンの連邦国家主義は、オーストリアの国際団体主義に変更されたため、ウィーン会議においてプロイセンの主張が敗れたのは当然であった

### ドイツ委員会

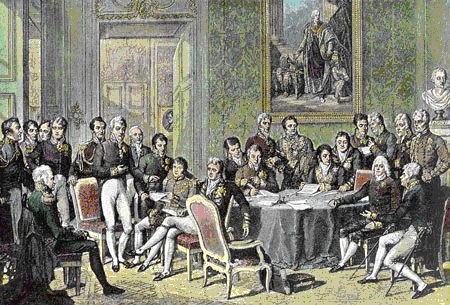
ジャン・ゴドフロイがジャン＝バティスト・イザベイの絵画をもとに描いた現代銅版画（彩色）によるウィーン会議の代議員たち

ウィーン会議が開かれると、ドイツ問題は、オーストリア、プロイセン、バイエルン、ハノーファー王国、ヴュルテンベルクの5か国が組織する「ドイツ委員会」に付議されたが、この委員会に提出された多くの草案のうち、その主導力をなしたのはオーストリアおよびプロイセンの草案であり、上記の両国の見解の相違が草案にも表れることとなった。ドイツ委員会において、オーストリアは、ドイツ諸邦を単なる国際法上の団体（国家連合）として構成しようとしたのに対し、プロイセンは、より強力な結合体として、連邦議会と連邦参議院とを設置しようとしていた。しかしながら、プロイセンの提案は、オーストリアの対案によって一蹴され、ドイツ諸邦は、単なる国際法上の団体を構成することとなり、プロイセンが提案した二種の連邦機関、すなわち、連邦議会と連邦参議院とを設けて前者に若干の地方選出議員を加えるべきことは否決され、ただ、ドイツ各邦政府の代表者をもって組織する連邦議会のみが認められることとなった。

### ドイツ同盟規約の成立
このプロイセンとオーストリアとの妥協案は、1815年3月25日、メッテルニヒによって本会議に提出され、同年6月8日に確定した。これがドイツ同盟規約である。
ドイツ同盟規約は、プロイセンの連邦国家主義に対するオーストリアの同盟条約主義の勝利であって、解放戦争によってドイツ国民が描いたドイツ統一の思想は、全く破壊されてしまった。1848年から1849年にかけてのドイツ革命は、すでにこのドイツ同盟規約に内在していたとみられている。それゆえ、プロイセンは、ウィーン会議の終結にあたって声明を発し、「当分は無いに優るがゆえに、不完全な同盟を締結すべし」といい、また、ハノーファーは、「ドイツ国民の期待は一部分のみ実現された。数多の重要な案件が残留している」と声明を発している。
このようなものが、解放戦争に対するドイツ国民の報酬であった。すなわち、解放されたのはドイツ各邦の王侯のみであって、国民は少しも解放されることがなく、依然として封建的権力のもとに苦しまねばならなかった。それゆえ、解放戦争は、王侯解放戦争に終わったのであった。

## 概要

### ドイツ同盟の性質

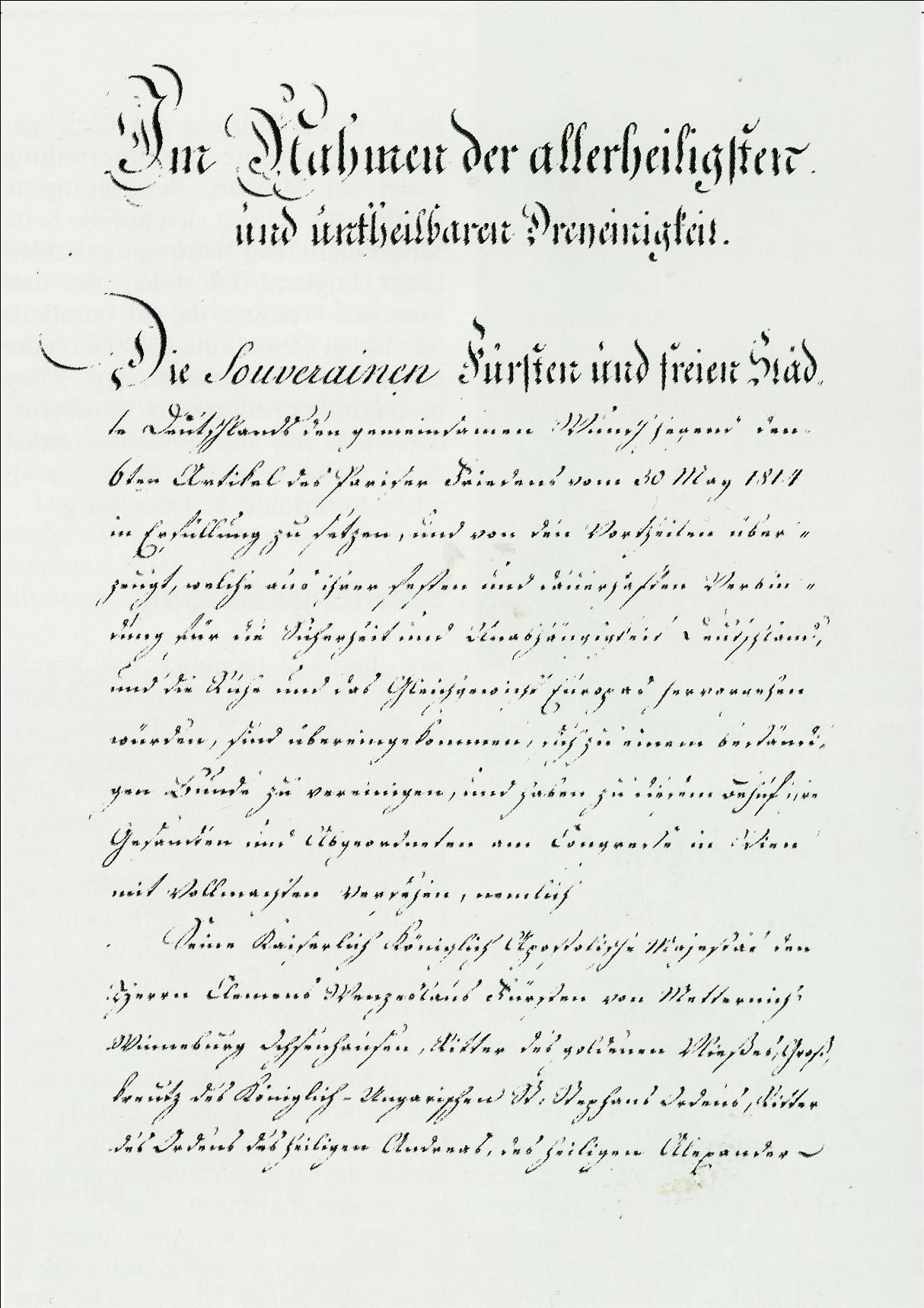
ドイツ同盟規約

ドイツ同盟は、35の君主国（1皇帝、5国王を戴く諸邦を含む）と4の自由市によって構成される国際法上の同盟であり、ドイツ同盟規約は、統一国家の憲法とはその性質を異にする。ドイツの統一という観点から見ると、神聖ローマ帝国の憲法に対して、一段の進歩を示している。すなわち、各加盟邦は、外部からの攻撃に対して相互に援助する義務を負い、同盟全体として戦争を決定することができた。各加盟邦が中立を守り、又は単独講和をすることは許されなかった。加盟邦の境界も確定し、その数の変動も少なかった（同盟解散当時の加盟邦数は、33であった。）。これらの点において、ドイツ同盟は、神聖ローマ帝国よりもまとまった統一を示していた。
ドイツ同盟規約は、総則と細則とに分かたれ、総則全11条は、1815年6月9日のウィーン会議条約（ウィーン会議議定書）の中に編入され、その53条から63条までを構成することとなった。これは、ドイツ同盟を欧州列強の保障の下に置こうとするためであって、同時に、ドイツ同盟に対する列強の干渉を公認したものである。細則は、ウィーン会議条約に添付され、同条約64条の規定によって、同条約と同一の効力をもって通用すべきことが規定された。
ドイツ同盟は、国際法上の団体であって、その目的とするところは、加盟邦の独立及び不可侵を確保すること並びにドイツにおける対内的及び対外的な安寧を維持することに存する（1条、2条）。そして、ドイツ同盟に加盟するのは、ドイツ各邦の王侯及び自由市であって、ドイツ国民は、直接には何らの結合もしていない。それゆえ、ドイツ同盟の機関には、ドイツ国民の代表者を参加させることがなく、また、ドイツ同盟が創造した規約（同盟法律）は、ドイツ国民を直接に拘束することがない。
ドイツ同盟は、永久的同盟であって、かつ、強制的同盟である。それゆえ、同盟規約1条は、ドイツ同盟が「継続的同盟」であることを規定した。また、強制的同盟であることから、ドイツ各邦は、全てドイツ同盟に加盟しなければならず、脱退することはできない。

### ドイツ同盟の加盟邦
ドイツ同盟は、ドイツ諸邦が当然に加盟すべきものであって、同盟規約の締結時には38か国であったが、1817年にヘッセン＝ホムブルクが加盟して、合計39か国となった。これらの加盟邦については、注目すべき事項が2点ある。
第1は、ドイツ同盟の二大国であるオーストリアとプロイセンが、いずれも自国の領土の一部（神聖ローマ帝国に属した部分）のみを同盟に加盟させている点である。それゆえ、これらの2か国は、ドイツ同盟規約に何ら拘束されることなく有事の際に自由行動を執りうべき余力を有していた。これによって、ドイツ同盟は、その目的である平和の維持をはなはだ困難にさせることとなった。
第2は、本来のドイツ諸邦以外の欧州諸国がドイツ同盟に加盟している点である。すなわち、イギリスはハノーファーのために、デンマークはホルシュタイン公国のために、オランダはルクセンブルクのために、各々その主権者を等しくしているため、ドイツ同盟の一員として、ドイツ問題に関し、発言権を有していた。これによって、ドイツ同盟は、欧州列強の干渉を許すこととなった。また、ドイツ民族の統一体とはいえないものであった。

### ドイツ同盟の機関
ドイツ同盟の機関を「同盟議会」と称し、1815年9月1日以来、フランクフルト・アム・マインに常設された（9条）。
同盟議会は、加盟邦の訓令に拘束される全権委員をもって組織され、本会議と委員会とに分かれる。
本会議は、原則として、次に関する事項に限り、開会される。
- 同盟の根本法規[原語 25]の制定および変更
- 同盟規約自体に関する決議
- 同盟の組織的施設[原語 26]
- その他共同の利益に関する下命[原語 27]

本会議の表決数は、総数69票（後に70票）を加盟邦の大小に従って4票から1票に分け、各邦に割り当てられている（6条、7条）。それゆえ、本会議の権限は、極めて小さいものであって、他の事項は、委員会の権限に属している。戦争および講和の決定ならびに規約の改正等については、本会議において、同盟諸邦の3分の2の多数決で決せられた。
委員会の表決数は、わずか17票をもって成立している。大国は1邦1票を有するが、小国は数邦を併せて共同投票1票を行使するにすぎない（4条）。それゆえ、同盟規約3条は、同盟加盟国が同一の権利を有し義務を負う旨を規定しているにもかかわらず、この規定は有名無実であって、実際には、オーストリアおよびプロイセンが左右していた。なお、このような大国優位の傾向は、後にドイツが連邦制度を採用してからも、各邦の代表機関（例えば、フランクフルト憲法の諸邦院（Staatenhaus）や、ビスマルク憲法の連邦参議院（Bundesrat））の中に存続することとなった。
同盟議会は、常設であって、審議すべき事項がない限り、4か月を超えない期間、自ら休会することができた（7条4項）。
オーストリアについては、神聖ローマ帝国におけるように帝位を有しているか否かが問題となったが、結局のところ、同盟議会の議長席を占めるにとどまった（5条）。

### 統一的立法権・行政権・司法権の欠如
ドイツ同盟結成の原動力となったのは、各邦の君主であり、したがって、各邦の主権は承認され、各邦は平等の権利義務を有するものとされた。ドイツ同盟は、同盟全体に対する立法権および行政権を有しておらず、また、同盟全体の裁判所も有しなかった。立法については、同盟が各邦共通の草案を作成し、その採用を各邦に対して勧告し得るにすぎなかった。
各邦の共有に属する同盟の要塞としては、マインツ（1841年にラシュタットとウルムが追加された。）があり、戦時には、各邦に割り当てられた軍隊によって構成される同盟軍（約30万人）が編成されることとなっていたが、軍事高権は、各邦に属していた。
条約の締結権、使節の派遣・接受の権限もまた、各邦に属していた。ドイツ同盟もまた、国際法上の主体として外交権を有していたが、それは行使されたことがなかった。

### 基本的人権の萌芽
ドイツ同盟規約の中には、基本的人権の萌芽が見られる。とりわけ、同盟規約13条は、各邦において等族的な憲法を有すべき旨を規定したこと（その意味は、国政に協力すべき国民代表機関を設けるということ。）、また、邦民のキリスト教の信仰における同権が定められたのは、画期的なことであった。沿革的には、信仰における個人の同権は、三十年戦争によっては確立されず、ウェストファリア条約では単に一地一教の原則が認められたにすぎなかった。その後、各邦では、次第に個人の信仰の自由が認められるようになったが、ドイツ全体について個人の信仰の自由を定めたのは、ドイツ同盟規約が初めてである（16条）。その他、土地所有権取得の権利、他邦への移住の自由も認められた（18条）。
これらは、同盟規約（国際条約）で認められたものであって、国内法において個人の権利として認められたものではないが、個人の権利が国内法で確立するに至る前段階をなすものであった。

## ドイツ同盟規約の更新

### 1820年ウィーン最終条約
ドイツ同盟規約は、ナポレオン戦争の総決算としてその成立が急がれ、かつ、ウィーン会議の中途にナポレオンのエルバ島脱出事件（百日天下）が勃発したため、ウィーン会議の終結が急がれたものであるから、はなはだ不完全なものであった。それゆえ、ドイツ同盟規約を将来更新すべきことは、予定の事実であった。
ドイツ同盟規約の更新は、1820年、ウィーンにおける大臣会議において、メッテルニヒの主宰のもとに行われ、同年5月15日をもってその議定書を確定した。これをウィーン最終条約（ウィーン最終規約）と称する。この条約は、ドイツ同盟の同盟議会に付議され、同年6月8日をもって議会を通過し、「同盟規約と同一の効力をもって通用する同盟の根本法規」とされた。このウィーン最終条約とドイツ同盟規約とを合わせて、初めて完全にドイツ同盟の組織ができあがった。
ドイツ同盟は、ウィーン最終条約によって、本来の国際団体から、連邦国家へとはなはだ接近した。ドイツ同盟は、元来、なるべく連邦国家から遠ざけようとしていることは、主盟者であるオーストリアが苦心したところであるが、ドイツ国民のドイツ同盟に対する不満は、いつ革命運動へと転ずるかわからないという状態に至っていた。そのため、ドイツ同盟は、その加盟邦を監視して、革命運動の予防又は弾圧に努めなければならなくなった。そのためには、中央機関の権力を強大にして、加盟邦の内政に干渉する方法をとらなければならない。しかしながら、中央機関の権力を増大すれば、ドイツ同盟は、次第に中央集権的な色彩を帯び、連邦国家に近づくこととなる。すなわち、ウィーン最終条約は、当事者の目的とは正反対の方向へとドイツ同盟の運命を展開させたといえる。

### ドイツ同盟の変化
ウィーン最終条約によってドイツ同盟の組織に生じた変化のうち、重要なものは次のとおりである。

#### ドイツ同盟の永久性
ドイツ同盟が継続的なものであって、加盟邦の任意脱退を許さないものであったが、ウィーン最終条約は、特にこの点を明らかにし、ドイツ同盟が解散することのできない組合であって、何人も脱退を許さないことを規定した（5条）。これによって、無意識のうちに、国際団体から連邦国家へと一歩接近したものと考えることができる。この規定を破壊し去ったのは、1866年の普墺戦争勃発直前におけるプロイセンの脱退通牒であった。

#### 同盟執行手続
同盟加盟者が同盟契約によって負う義務を履行しない場合に認められる強制手段を「同盟執行」と称する。同盟執行に関する規定は、1815年のドイツ同盟規約には規定されておらず、1820年のウィーン最終条約によって初めて規定され、さらに、1820年8月3日の「執行法」によって細則が定められた。同盟執行がいかなる場合に必要となるかについては、ウィーン最終条約25条及び26条の規定が最もよく立法者の意思を示している。
ウィーン最終条約25条及び26条は、同盟全体の対内的安寧の必要上、同盟は、その加盟邦の内政に介入して、国権に対する臣民の反抗、反乱または危険運動を弾圧することができるものとした。これが同盟執行の目的であって、実際に運用されたところである。すなわち、同盟執行をもって国民運動の弾圧手段とすることが立法者の目的であった。
執行法によれば、ドイツ同盟に執行委員会を設置して、加盟邦を監視し、もし加盟邦に義務違反（自国内の革命運動を鎮圧しないときは、同盟に対する義務違反となる）を発見したときは、相当の期間を定めてその履行を催告し、なお応じないか、または不可能である場合は、同盟議会の執行決議を経て、実力をもってこれを執行する。
このような同盟自身の権限を認めることは、国家組織を強固ならしめるものであって、中央統治組織を意味するものであった。

#### 各邦憲法に対する干渉
ドイツ同盟規約は、本来、同盟各邦の主権を制限しない国際団体の構成を目的としたものであるため、各邦の憲法の内容に干渉することはないはずであった。同盟規約13条は、「同盟各邦は、制限君主制憲法を有すべし」と規定するのみであったが、ウィーン最終条約においては、この点に関する規定が増加し、54条から60条までにわたっている。これは、漸次台頭してきたドイツ国民の立憲政治に対する要求を防遏しようとするためであって、特に、ウィーン最終条約57条が「ドイツ同盟は、自由市を除くほか、主権を有する王侯からなるをもって、これより出づる原則に従い、一切の国権は、元首によって総攬されなければならない。主権者は、制限君主制憲法によって、ただ一定の権限の行使のみを等族の参与に繋がらしむることができる」と規定しているのは、最もよく立法者の意思を表明しているものである。そして、このような同盟各邦の憲法に対する干渉もまた、連邦国家的な傾向を増大するものであった。
このように、ドイツ国民の統一運動を弾圧しようとするドイツ同盟は、かえって自ら統一的な傾向を生じることとなった。ウィーン最終条約の中の、ドイツ同盟と連邦国制度との間の差は、数歩を隔てるのみとなったのである。

## ドイツ同盟規約の運用

### ドイツ国民の不満

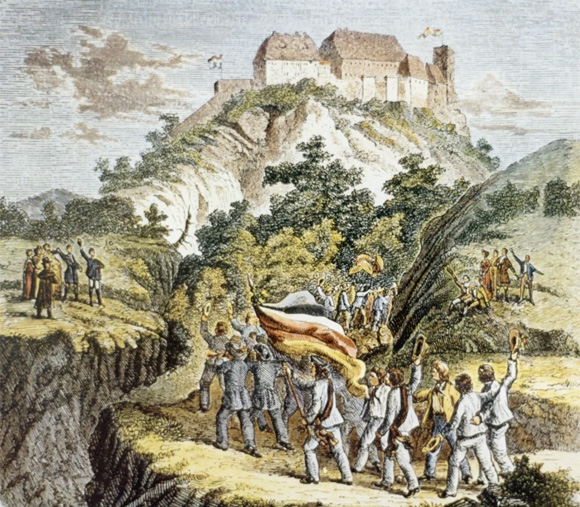
ヴァルトブルク祭

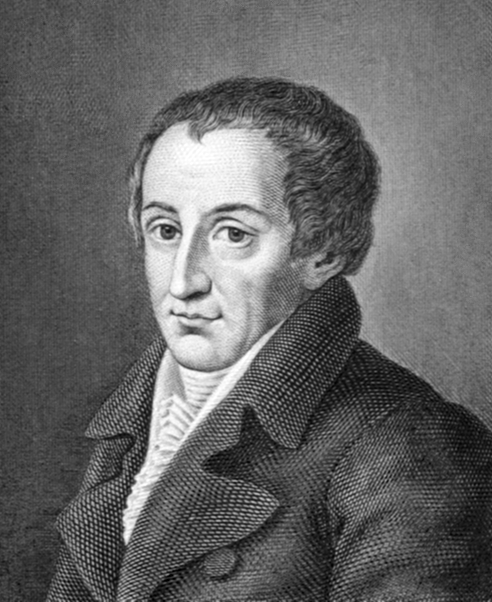
アウグスト・フォン・コツェブー

ドイツ同盟が解放戦争の唯一の収穫であったとすれば、ドイツ国民は、王侯によって利用されて終わったことになる。このような状態は、必然的に、新ドイツ国の建設を目的とする国民運動とならざるを得ない。そして、この国民運動は、当時の主権者に対する反抗運動として、革命的な色彩を帯びてくる。すなわち、この時代においては、ドイツ統一運動は、すなわち革命運動であった。
ドイツ同盟は、メッテルニヒの指導のもとに1815年9月26日に成立した専制政治の実現を目的とするロシア、オーストリア、プロイセンの三国間の神聖同盟の運用と相まって、この国民運動の弾圧に着手したのであった。神聖同盟は、3か国の君主の共同戦線にほかならない。
国民運動は、まず、当時比較的開明的であったテューリンゲン諸邦の大学生団体（ブルシェンシャフト）から生じた。1817年10月18日のイェーナ大学の大学生がルーテルの記念のために催したヴァルトブルク祭が革命の示威運動となったことや、1819年3月23日、ロシア皇帝の間諜であって、ドイツ国民運動の鎮圧に従事すると考えられていたアウグスト・フォン・コツェブーがイェーナ大学の学生カール・ザントによって刺殺されたことは、いずれも革命運動の前徴として、ドイツ同盟の諸侯を震撼させた。

### カールスバート決議

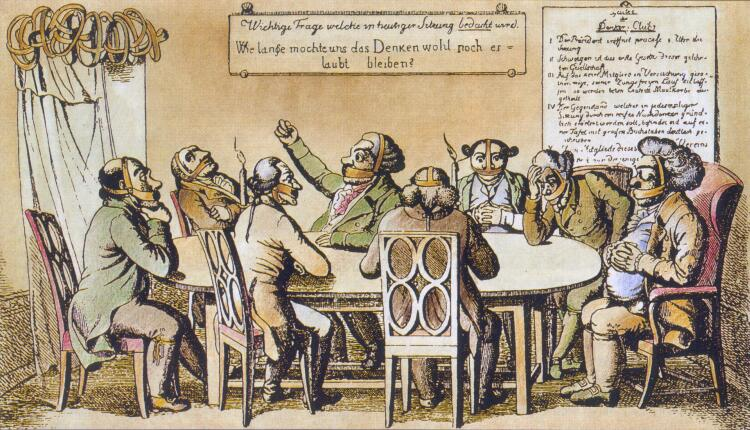
カールスバート決議による報道と表現の自由に対する制限を風刺したリトグラフ。

ここにおいて、ドイツ同盟諸邦は、その代表者を1819年8月に、カールスバートに参集させ、メッテルニヒの主宰のもとに、国民運動弾圧の方針を決定した（カールスバート決議）。
カールスバート決議において、根本策としてドイツ同盟諸邦の意思が合致したのは、1820年のウィーン最終条約に規定されている（1）同盟執行制度の創設および（2）各国憲法に対する制限であって、ドイツ同盟が連邦国家へと方向転換したのにほかならない。
さらに、カールスバート決議に基づき、（1）中央警察機関の設置、（2）大学の監視、（3）出版物の取締に関する法規が制定されたが、これらの法規が一般的拘束力を有し、その執行は各邦の立法または議決によって変更されないものとしたことは、連邦国家への接近として、明白な論拠を示すものであった。
ドイツ同盟が新設した中央警察機関は、「中央監察委員会」と称し、マインツに設置された。その目的とするところは、1819年9月20日の同盟議会の決議によって、「同盟及び各邦の現行憲法及び安寧に対して企てられる革命運動又は扇動的結合であって、直接若しくは間接の証拠あるもの又は調査によってこれを得ることができるものの事実、原因及びその他の関係事項を、共同して、かつ、できる限り根本的・総括的に、調査・確定することにある」と定められた。しかしながら、中央監察委員会が単なる調査委員会ではなく、一種の政治警察機関であったことは、その活動によって明らかである。
大学に対する監視は、大学所在地に監視委員を設置することであって、大学教授の公私の講義及び講演もまた、この委員の監督のもとに置かれた。
出版物の取締は、ドイツ出版法制史上最も有名なものであって、同盟規約18条において出版の自由が約束されていたにもかかわらず、カールスバート決議に基づき、1819年9月20日の同盟議会の決議によって、出版法が通過し、いわゆる検閲主義を採用し、20帖以下の出版物は、全て出版前の検閲を受けることとなった（de:Zwanzig-Bogen-Klausel）。
さらに、1820年には、ウィーン最終条約をもって、カールスバート決議の内容を一層強固ならしめた。
かくして、ドイツ同盟各邦が「カールスバートよりウィーンへ」と走るとともに、ドイツ国民の革命運動は、ますます盛んになった。

### ゲッティンゲン七教授事件

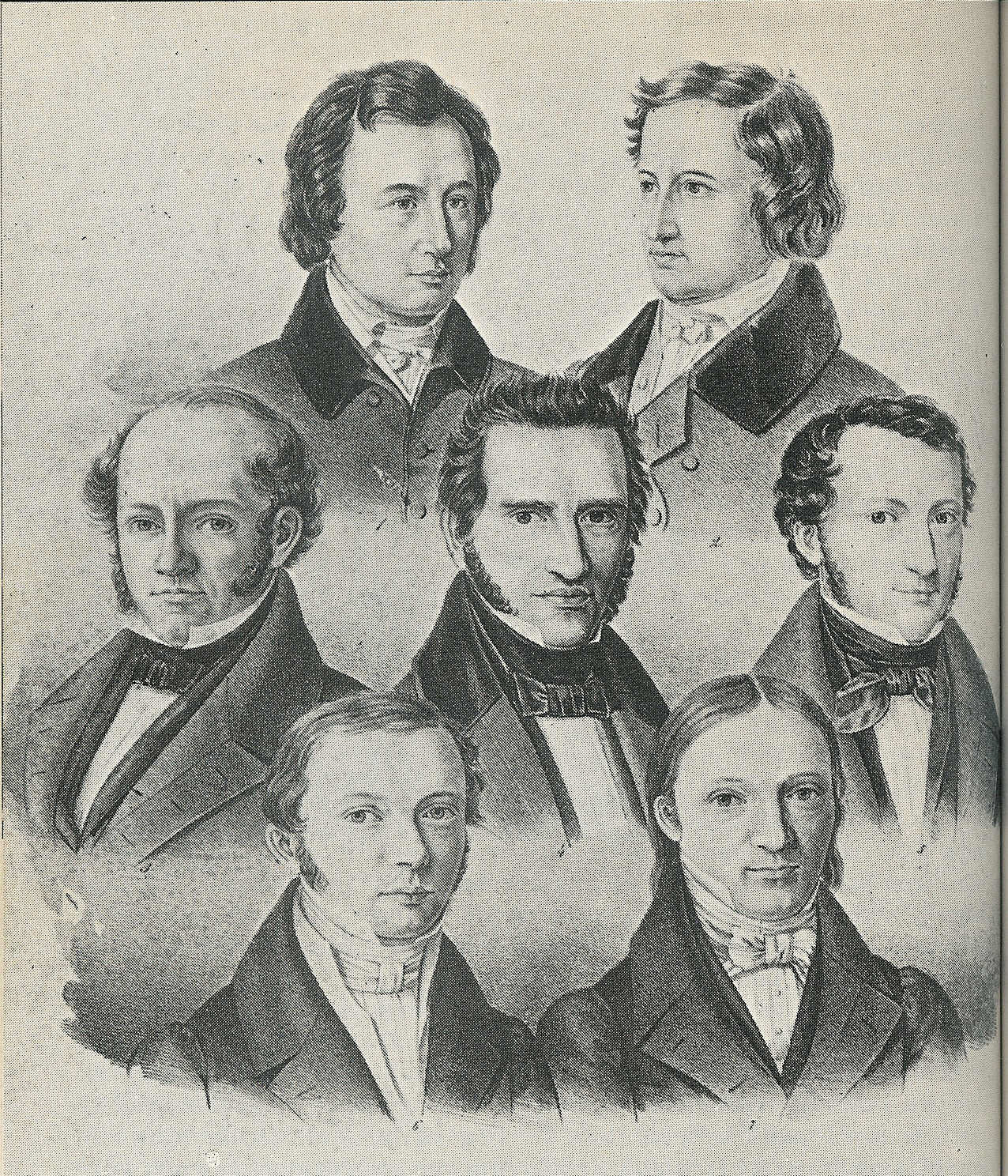
ゲッティンゲンの七教授

マインツの中央監察委員会は、その政治警察としての権能を発揮し、ドイツ同盟各邦の政府と連絡をとり、多数の出版物を禁止し、多数の名士を反逆罪の名のもとに投獄・処刑したが、その中には、解放戦争当時の功労者であって、ドイツ教育の父と称されるフリードリヒ・ルートヴィヒ・ヤーンや、政治学者ジルヴェスター・ヨルダン等の名士が含まれていたことは、人心をはなはだ激昂させた。しかしながら、ドイツ統一が即ドイツ革命を意味することを思えば、この弾圧手段は、当然来たるべきものであった。
このような時勢に際し、ハノーファー王エルンスト・アウグストが1837年11月1日にゲッティンゲン大学の有名な教授7名を罷免したこと（ゲッティンゲン七教授事件）は、人心を一層悪化させた。その原因は、これらの教授が国王が改正した新憲法に宣誓しなかったためであるが、いずれも当時一世の尊敬を受けつつあった人々であったがゆえに、ドイツ国民の人心に大いなる影響を与え、ゲッティンゲンの七星は、あたかも革命運動の進路を照らすかのような感を抱かせることとなった。

### フリードリヒ・ヴィルヘルム4世の即位

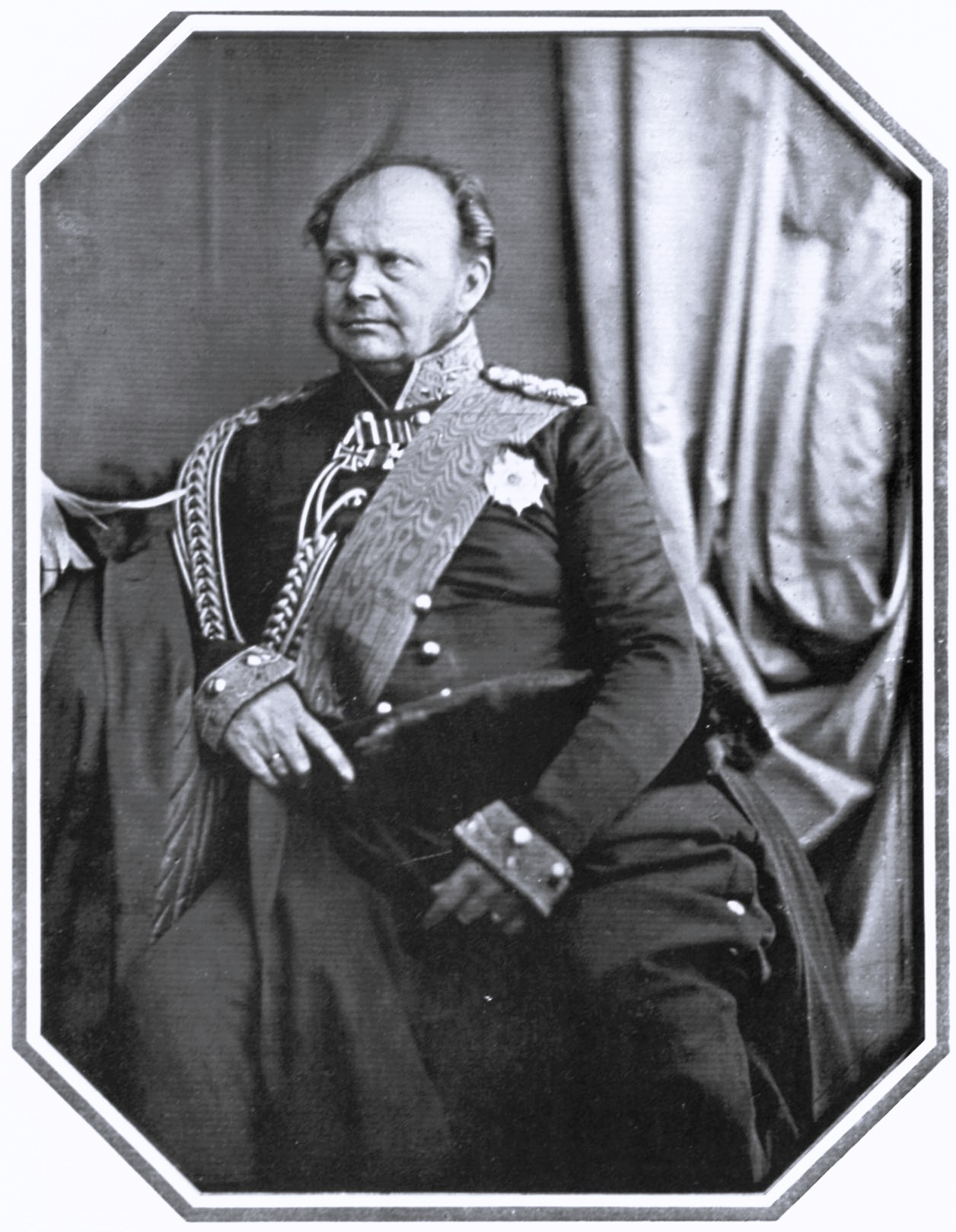
フリードリヒ・ヴィルヘルム4世

1840年6月7日、プロイセンにおいては、フリードリヒ・ヴィルヘルム4世が即位した。彼は、即位の当初、ドイツ国民から非常に嘱望されていた。すなわち、将来のドイツ帝国の帝位に即く者は、彼であるという意識が、期せずして国民の間に起こったからであった。これは、彼の王太子時代の言説が若干開明的であったことによるものであるが、実際は、ドイツ国民の期待に沿う人物ではなく、王権神授説を固持するロマン主義者であった。それゆえ、彼は、議会をもって、毎年定期に君主を苦しめる「回帰熱」であると称し、憲法をもって、「神と地上との間に介在する紙片」であると称した。彼は、即位するや、まず、ケーニヒスベルクにおいて、中世の古式によって、騎士団の宣誓を受けることをはなはだ重要視し、ドイツ統一の大事業を企てるがごときは、到底その任に堪えないところであった。しかしながら、ドイツの統一は、プロイセンの向背に繋がる以上、ドイツ国民が彼の新政に期待したのは、無理もないことであった。

### 原語
1. ↑  仏: un corps politique fédératif。
2. ↑  仏: Constitution générale。
3. ↑  仏: se soumettre aux modification de leurs souveraineté。
4. ↑  独: ein sehr ausgedehntes System con Vertägen und Allianzen。
5. ↑  独: aus dem ureigenen Geiste der seutschen Volkes。
6. ↑  独: unbeschränkte Behaltung ihrer Souveränität。
7. ↑  仏: seront indépendants et unis par un lien fédératif。
8. ↑  仏: deutsche Comité。
9. ↑  独: Bundesversammlung。
10. ↑  独: Bundesrat。
11. ↑  独: Fürstenbefreiungskrig。
12. ↑  独: Allgemeine Bestimmungen。
13. ↑  独: Besondere Bestimmungen。
14. ↑  独: Die Wiener Kongressakte。
15. ↑  独: gleiche Kraft und Gültigkeit haben soll。
16. ↑  独: zur Bewahrung der Unabliängigkeit und Unverletzbarkeit。
17. ↑  独: zur Erhaltung der inneren und äusseren Sicherheit Deutschlands。
18. ↑  独: deutsche souveraine Fürsten。
19. ↑  独: freie Städte。
20. ↑  独: Bundesgesetz。
21. ↑  beständiger Bund。
22. ↑  独: Bundesversummlung、Bundestag。
23. ↑  独: Plenum。
24. ↑  独: Der engere Rat。
25. ↑  独: Grundgesetz des Bundes。
26. ↑  独: organische Bundeseinrichtung。
27. ↑  独: gemeinützige Anordnung。
28. ↑  独: Curiastimme。
29. ↑  独: Vorsitz。
30. ↑  独: zu einem der Bundesakte an Kraft und Gültigkeit gleichen Grundgesetz des Bundes。
31. ↑  独: unauflöslicher Verein。
32. ↑  独: Bundesexekution。
33. ↑  独: Exekutionsordnung。
34. ↑  独: Widersetzlichkeit der Unterthanen gegen die Obligkeit。
35. ↑  独: offener Aufruhr。
36. ↑  独: gefährliche Bewegung。
37. ↑  独: Exekutionscommision。
38. ↑  独: Exekutionsbeschluss。
39. ↑  独: landesständische Verfassung。
40. ↑  独: Stand。
41. ↑  独: allgemein verbindliche Kraft。
42. ↑  独: Ihrer Vollziehung keine einzelne Gesetzgebung und kein Separatbeschluss entgegenstehen。
43. ↑  独: Zentral-Untersuchungsausschuss。
44. ↑  独: Pressgesetze
45. ↑  独: Vorzensur。
46. ↑  独: 20 Bogen。
47. ↑  独: von Karlsbad nach Wien。
48. ↑  独: Turnvater。
49. ↑  独: Göttinger Siebengestirn。